# Joseph Smet
Joseph Smet, znany też jako Jean Smet – belgijski zapaśnik walczący w stylu wolnym. Olimpijczyk z Amsterdamu 1928, gdzie zajął ósme miejsce w wadze lekkiej.

## Turniej wAmsterdamie 1928
| Konkurencja      | Walki                 | Klas. końcowa |
| Konkurencja      | 1/4                   | Miejsce       |
| ---------------- | --------------------- | ------------- |
| 66 kg styl wolny | Birger Nilsen (NOR) P | 8.            |